# Incense and Peppermints (sång)
Incense and Peppermints är en låt med Strawberry Alarm Clock som utgör titelspåret på deras debutalbum Incense and Peppermints från år 1967. Låten skrevs av John S. Carter och Tim Gilbert. Låten släpptes som singel och blev bandets största hit.

## Om låten
Strawberry Alarm Clock hade tidigare gett ut tre singlar under namnet Thee Sixpence, och under inspelningen av Incense and Peppermints klargjorde bandmedlemmarna tydligt att de inte gillade texten till låten. På grund av detta fick en kompis till bandet, Greg Munford, tillfälligt överta rollen som sångare. De ordinarie bandmedlemmarna sjunger endast i bakgrunden.
Incense and Peppermints hamnade på B-sidan till bandets fjärde singel, The Birdman of Alkatrash, som släpptes i april 1967. När singeln nådde lokala radiostationer, så var det singelns B-sida - alltså Incense and Peppermints - som spelades istället för A-sidan. På så vis blev låten populär. Skivbolaget MCA Records lade snabbt märke till låtens framgångar, och i maj samma år tryckte de en ny version av singeln - och den här gången hamnade Incense and Peppermints på A-sidan. Ungefär samtidigt bytte bandet namn från Thee Sixpence till Strawberry Alarm Clock. Det fanns nämligen ett annat band, vars namn påminde väldigt mycket om Thee Sixpence och man ville inte att banden skulle förväxlas.
Låten Incense and Peppermints stannade på Billboard Hot 100 i 16 veckor, och den placerade sig på första platsen den 25 november 1967. Den 19 december samma år hade singeln sålts i en miljon exemplar, vilket Strawberry Alarm Clock tilldelades en Guldskiva för.
Låten spelas ofta i filmer, exempelvis i Austin Powers: Hemlig internationell agent och i Helvetesgänget. Låten har även spelats i TV-serien The Simpsons vid några tillfällen.